# Patrick Baladi
Patrick Bashir Baladi (25 de diciembre de 1971) es un actor y músico británico. Es conocido por su papel de Neil Godwin en The Office, Michael Jackson en Stella y Stephen Holmes en Marcella.

## Primeros años y educación
Patrick nació en Sutton Coldfield, West Midlands. Su padre fue un ginecólogo y su madre una matrona. Patrick creció junto a sus hermanos, Sara, Charlotte, Sophie y Nicholas. Fue educado en el Stonyhurst College, donde fue el primer estudiante en ganar un Premio Charles Laughton por sus papeles en Yosef y su Sorprendente Manto de Sueños en Tecnicolor (como Faraón) y Amadeus (como Mozart). Después se capacitó en el Central School of Speech and Drama.

## Carrera
Patrick es conocido por su papel de Neil Godwin en The Office. Apareció en la segunda y última temporada de la galardonada serie, como también en The Office Christmas Special.
Además de en The Office, Patrick ha aparecido en Bodies, Kidnap and Ransom, como Philip Shaffer, ITV (2011), Alpha Male, Bridget Jones: The Edge of Reason, Beyond The Pole, Bodies, P.O.W, Lady Audley's Secret, Grafters, Silent Witness, The International - Dinero en la sombra, Party Animals, Mistresses: ¿Amor o sexo?, Rev., Sensitive Skin, Privates y Stella.
Patrick hizo de Dodi Al-Fayed en el documental de 2007, Diana: Last Days of a Princess. En 2008 tuvo un pequeño papel en la comedia Last Chance Harvey, junto a Emma Thompson. También es actor de teatro y ha trabajado con la Royal Shakespeare Company, en producciones como Hamlet y Mucho ruido y pocas nueces. Protagonizó la comedia No Heroics as Excelsor.

## Filmografía
| Año        | Título                            | Papel           | Notas                                               |
| ---------- | --------------------------------- | --------------- | --------------------------------------------------- |
| 2001–2003  | The Office                        | Neil Godwin     | Temporadas 2 y final                                |
| 2004       | Bridget Jones: The Edge of Reason | Azafato         |                                                     |
| 2008       | Mistresses: ¿Amor o sexo?         | Richard         | Temporadas 1–2                                      |
| 2008       | No Heroics                        | Devlin/Exelsor  |                                                     |
| 2012       | Lewis                             | Robert Fraser   | Temporada 6, episodio 4 "The Indelible Stain"       |
| 2013       | Waterloo Road                     | Julian Noble    | Temporada 8, episodio 29; Presentador de tetevisión |
| 2013       | Ripper Street                     | Sydney Ressler  | Temporada 1, episodio 3                             |
| 2014– 2017 | Stella                            | Michael Jackson | Temporada 3–                                        |
| 2016–      | Marcella                          | Stephen Holmes  |                                                     |
| 2017       | Line of Duty                      | Jimmy Lakewell  | Temporada 4, episodios 4–6                          |

## Vida personal
Patrick está casado con Janiee Erith. Su hija Kensa nació el 4 de septiembre de 2016. Es miembro de la banda Grow Up, junto con Keith Allen.